# Kafka (TV-serie)
Kafka är en tysk-österrikisk biografisk dramaserie som hade premiär den 24 mars 2024. Serien som består av sju avsnitt hade premiär på SVT Play den 4 september 2024.

## Handling
Serien kretsar kring författaren Franz Kafkas liv och författarskap. Serien följer Kafka från uppväxten i Prag i en tyskspråkig judisk familj, och relationen med sin dominanta far och den djupa vänskapen med författarkollegan Max Brod.

## Rollista (i urval)
- Joel Basman – Franz Kafka
- David Kross -  Max Brod
- Nicholas Ofczarek – Hermann Kafka
- Liv Lisa Fries – Milena Jesenská
- Lia von Blarer – Felice Bauer
- Tamara Romera Ginés – Dora Dymant
- Robert Stadlober -  Felix Weltsch
- Verena Altenberger – Robert Musil